# Boris Kessow
Boris Kessow (bulgarisch Борис Кесов; * 19. Juli 1977, englische Transkription Boris Kessov resp.  Boris Kesov) ist ein bulgarischer Badmintonspieler.

## Karriere
Boris Kessow war 1997 erstmals bei den nationalen Titelkämpfen in Bulgarien erfolgreich. 1999, 2002 und 2003 folgten weitere Siege. Gewinnen konnte er des Weiteren die Israel International und die Greece International. 1993, 1995 und 1997 nahm er an den Badminton-Weltmeisterschaften teil.

## Referenzen
- Boris Kessow beim Badminton-Weltverband

| Personendaten    | Personendaten                 |
| ---------------- | ----------------------------- |
| NAME             | Kessow, Boris                 |
| ALTERNATIVNAMEN  | Kessov, Boris; Кесов, Борис   |
| KURZBESCHREIBUNG | bulgarischer Badmintonspieler |
| GEBURTSDATUM     | 19. Juli 1977                 |